# Žaltman (stará rozhledna)
Původní rozhledna Žaltman se nacházela v letech 1967 až 2019 na vrcholu Žaltman (též Hexenstein) v Jestřebích horách. Rozhledna stála v lesích na rozmezí obce Velké Svatoňovice a Radvanice v okresu Trutnov, asi 2 km severně od centra obce Malé Svatoňovice v místě nové rozhledny Žaltman, postavené v roce 2020.

## Základní informace
Rozhlednu tvořila příhradová konstrukce z ocelových trubek. Na vyhlídkovou plošinu byl přístup přes točité schodiště. Na vrcholu rozhledny byl umístěn Robinsonův miskový kříž a česká vlajka.
Z plošiny byl panoramatický výhled na Krkonoše (Sněžka a Černá hora), Rýchory, Vraní hory (Královecký Špičák), Adršpašsko-teplické skály (Čáp), Góry Kamienne (Waligóra), Javoří hory, Soví hory (Velká Sova), Ostaš, Broumovské stěny, Stolové hory (Velká Hejšovina), Králický Sněžník, Orlické hory, Rtyňsko, Úpicko, Kunětickou horu, Zvičinu, Kumburk, Tábor a blízké okolí.

## Historie
V roce 1921 byla odborem KČT v Úpici uspořádána veřejná sbírka na výstavbu rozhledny na Žaltmanu, k realizaci však nedošlo. Roku 1926 pojal KČT z Malých Svatoňovic záměr vybudovat na Žaltmanu turistickou chatu s rozhlednou, ani tento záměr nedošel naplnění.
Rozhledna byla nakonec postavena roku 1967 místním národním výborem v Malých Svatoňovicích za pomoci členů TJ Baník a KČT.
Výstavbu provedli místní dobrovolníci pod vedením zámečníka Josefa Bernarda. Práce byly provedeny zdarma, náklady na materiál a ostatní dosáhly 20 000 Kčs.
Rozhledna byla otevřena pro veřejnost 24. září 1967.
Rozhledna byla ve správě KČT Malé Svatoňovice.
Obec Malé Svatoňovice dlouhodobě plánovala výstavbu nové rozhledny, mimo jiné proto, že výška jediné vyhlídkové plošiny staré rozhledny byla z důvodu dorůstajících stromů nedostatečná. Dne 1.7.2017 zahájila na výstavbu nové rozhledny sbírku. Dne 11. října 2019 bylo zahájeno rozebírání ocelové konstrukce rozhledny.

## Přístup
K rozhledně byl přístup pěšky, případně na horském kole. K rozhledně vedla pouze lesní cesta.
- turistická trasa: Od rozcestníku v Malých Svatoňovicích po modré  značce směrem na Radvanice. Po 1,5 km odbočit vlevo na zelenou  značku a po ní dále asi 600 m.

Okolí přístupových cest je bohaté na zaniklá důlní díla a lehká opevnění. Rozhledna se nacházela v chráněném území.